# کوئنتین لندرس
کوئنتین لندرس (انگلیسی: Quentin Lendresse؛ زادهٔ ۶ مارس ۱۹۹۰) بازیکن فوتبال اهل فرانسه است.
از باشگاه‌هایی که در آن بازی کرده‌است می‌توان به باشگاه فوتبال هنگ کنگ رنجرز اشاره کرد.